# James Hartle
 (mars 2018).
Si vous disposez d'ouvrages ou d'articles de référence ou si vous connaissez des sites web de qualité traitant du thème abordé ici, merci de compléter l'article en donnant les références utiles à sa vérifiabilité et en les liant à la section « Notes et références ».
James Burkett Hartle, né le 20 août 1939 à Baltimore et mort le 17 mai 2023 à Zurich en Suisse,,, est un physicien américain. Il est professeur de physique à l'université de Californie à Santa Barbara à partir de 1966, puis est membre de la faculté externe de l'Institut de Santa Fe. Hartle est connu pour son travail dans la relativité générale, l'astrophysique et l'interprétation de la mécanique quantique.
En collaboration avec Murray Gell-Mann et d'autres, Hartle développa une alternative à l'interprétation standard de Copenhague, plus générale et plus appropriée à la cosmologie quantique, basée sur des histoires cohérentes.
Travaillant à l'Institut Enrico Fermi à l'université de Chicago en 1983, il a développé la fonction d'onde Hartle-Hawking de l'Univers en collaboration avec Stephen Hawking. Cette solution spécifique à l'équation de Wheeler-DeWitt est destinée à expliquer les conditions initiales de la cosmologie du Big Bang.
Hartle est l'auteur du manuel sur la relativité générale intitulée Gravité : introduction à la relativité générale d'Einstein.